# William Anderson Coffin
William Anderson Coffin, nacido el 31 de enero de 1855 en Allegheny y fallecido el 26 de octubre de 1925 en Nueva York, fue un pintor de figura y paisaje estadounidense. Además fue crítico de arte, trabajando para el New York Post y Harper's Weekly. En 1917 fue distinguido con la Legión de honor francesa.

## Vida personal y formación
William Anderson Coffin nació en la localidad de Allegheny. La localidad de Allegheny fue anexionada en 1907 a Pittsburgh, en la actualidad es conocida como North Side of Pittsburgh. Hijo de James Gardiner Coffin e Isabella C. Anderson, el 31 de enero de 1855. Se graduó en Bellas Artes por la Universidad de Yale en 1874. Tres años más tarde se trasladó a París, Francia , donde estudió con Léon Bonnat. En 1882 se trasladó a Nueva York. La familia de Coffin tenía una granja en Jennerstown, Pensilvania, que aparece en muchos de sus pinturas de paisaje. Falleció el 26 de octubre de 1925 en la ciudad de Nueva York.

## Carrera artística
Durante su estancia en París Coffin pudo exponer sus trabajos en el Salón de París los años 1879, 1880 y 1882. Una vez instalado en Nueva York, presentó sus trabajos en la Academia Nacional de Diseño y escribió como crítico de arte para Harper's Weekly, New York Post, y como editor de arte para el New York Sun. En Búfalo, Nueva York, dirigió la División de Bellas Artes de la Exposición Pan-Americana. Coffin sirvió como miembro del Consejo Asesor de Nueva York para la Exposición Universal de San Francisco en 1915 (conocida en inglés como Panama–Pacific International Exposition). Fue presidente del Comité de Artistas de América de los Cien (American Artists' Committee of One Hundred) que estableció un fondo de ayuda para las familias de los artistas franceses que sirvieron en la Primera Guerra Mundial. En 1917 fue galardonado con la Legión de Honor francesa por su trabajo caritativo. Fue miembro de la Liga de Arquitectura de Nueva York, el Club Lotos y la Academia Nacional de Dibujo.

### Legado
En 1970 sus papeles fueron donados a los Archivos de Arte Americano por Stewart Klonis, que los recibió de la señora DeWitt M. Lockman de Manorville, Nueva York.

### Colecciones notables
- Kenyon Cox; Smithsonian American Art Museum[3]
- Saturday Night in August – Eighth Avenue, ca. 1900; Brooklyn Museum[4]

### Galería de imágenes
Entre las mejores y más conocidas obras de William Anderson Coffin se incluyen las siguientes:

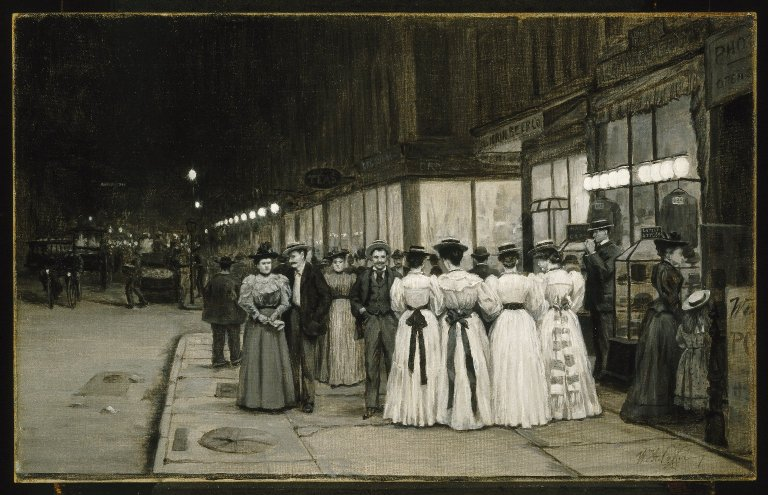
Saturday Night in August -- Eighth Avenue, hacia 1900
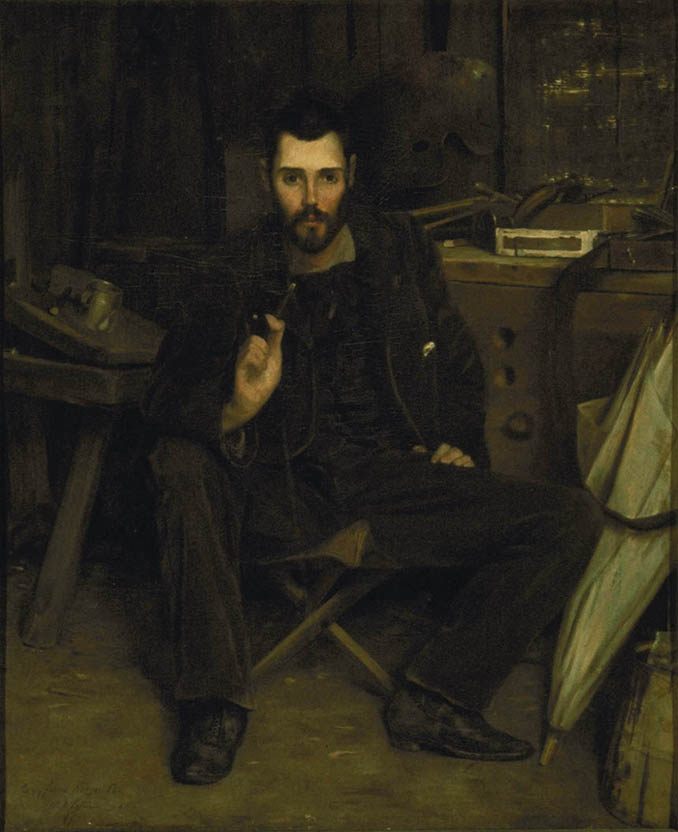
Retrato del pintor Kenyon Cox
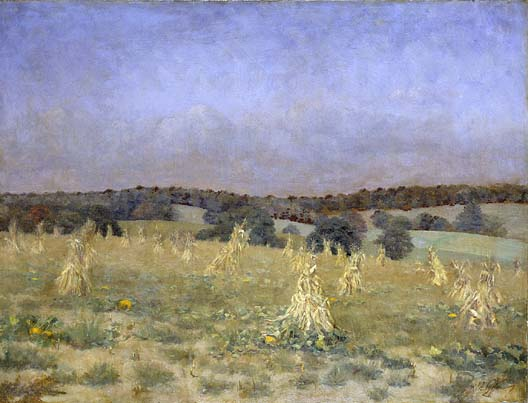
September , hacia 1907

(pulsar sobre la imagen para agrandar) 